# Elétrodo
Elétrodo ou eletrodo, é o nome genérico dado aos polos condutores de corrente elétrica de um sistema que gera ou consome energia elétrica. O termo deriva das palavras gregas elektron (âmbar) e hodos (caminho ou via). Seu objetivo é proporcionar uma transferência de elétrons entre o meio em que o elétrodo está inserido através de corrente elétrica. É parte fundamental para uma série de processos, como eletroquímica, eletrônica, eletrólise e funcionamento de pilhas.

## Eletroquímica

### Eletrólise
A eletrólise é uma reação de oxirredução não espontânea produzida pela passagem de corrente elétrica. Neste processo são utilizados dois elétrodos mergulhados numa solução eletrolítica ligados a um circuito externo que contém uma fonte de corrente elétrica. Estes elétrodos permitem uma troca de elétrons entre os elétrodos e a solução eletrolítica. Dependendo do sentido em que ocorre a transferência de elétrons, o elétrodo é denominado cátodo ou ânodo.

### Pilha
A pilha é um sistema que converte energia química em energia elétrica, ou seja, é um processo no qual uma reação química produz eletricidade. De modo simples, a pilha é um dispositivo constituído por dois elétrodos – geralmente de materiais diferentes – mergulhados num eletrólito. Quando ligados a um circuito externo, surge uma diferença de potencial denominada força eletromotriz (FEM), que gera uma transferência de elétrons entre os elétrodos. Na pilha o cátodo é positivo, e o ânodo, negativo.

#### Cátodo
O cátodo é o elétrodo no qual ocorre a transferência de elétrons provenientes do ânodo para os cátions da solução eletrolítica. Essa transferência resulta na redução dos íons positivos, também conhecidos como cátions, que se depositam na superfície do cátodo. Essa redução é essencial para a ocorrência de diversas reações eletroquímicas, sendo um passo fundamental em processos como a eletrólise e a produção de energia em células eletroquímicas, como as pilhas e baterias.

#### Ânodo
Na pilha, ânodo é o elétrodo que entrega os elétrons para os cátions da solução eletrolítica, ou seja, onde ocorre a oxidação das espécies eletroativas em solução. Sua pronúncia pode se confundir com ânion, porém este é um tipo de íon.

### Considerações de nomenclatura
- Ânodo é o elétrodo onde ocorre a oxidação e o cátodo é o elétrodo onde ocorre a redução.
- Nas pilhas, o ânodo é o polo negativo, e o cátodo, o polo positivo.
- Nos processos de eletrólise, o cátodo é o polo negativo, e o ânodo, o polo positivo.

## Materiais para elétrodos
Os materiais para elétrodos são escolhidos com base nos seguintes requisitos:
- Condutividade de corrente elétrica;
- Resistência ao desgaste;
- Elevada temperatura de fusão e ebulição;
- Elevada condutibilidade térmica;
- Elevados calores latentes de fusão e ebulição;
- Facilmente maleável por processos convencionais;
- Boa estabilidade dimensional;
- Baixo peso específico.

Os materiais mais usados para eletroerosão por penetração são o cobre e as suas ligas, a grafite, o tungstênio e a platina.

## Tipos de elétrodos

### Elétrodo íon seletivo
O elétrodo íon seletivo é muito usado em análises químicas, sendo o mais comum o de pH. Consiste basicamente em uma pequena câmara contendo um elétrodo inerte envolto num eletrólito, e que se comunica com a solução externa (que será medida) por uma membrana que permite a passagem apenas do íon que será analisado. Estas membranas podem ser de plástico especial (por exemplo, para medir oxigênio dissolvido ou CO2), de vidro especial (pH) ou de cristais especiais (cloreto, fluoreto, etc.). Usado em conjunto de um elétrodo de referência.

### Elétrodo de referência
Consiste numa semi-pilha, ligada à solução em medição por uma membrana porosa ("ponte salina"), e que é capaz de, através de uma reação química conhecida em concentração bem definida, fornecer um potencial elétrico padrão para uma medida de diferença de potencial. Os materiais mais comuns são os elétrodos de prata/cloreto de prata e de calomelano.

## Utilização
Elétrodos são utilizados para fornecer corrente através de objetos não metálicos a fim de alterá-los de diversas formas, assim como medir sua condutividade para diversos propósitos.
Exemplos de elétrodos incluem:
- Elétrodos em diodos;

- Elétrodos em lâmpadas fluorescentes;
- Elétrodos em soldagem a arco elétrico;
- Elétrodos em galvanização;

- Elétrodos em eletroencefalogramas;
- Elétrodos em eletrocardiogramas;
- Elétrodos neurotróficos.